# Gonatium strugaense
Gonatium strugaense är en spindelart som beskrevs av Pencho Drensky 1929. Gonatium strugaense ingår i släktet Gonatium och familjen täckvävarspindlar.
Artens utbredningsområde är Makedonien. Inga underarter finns listade i Catalogue of Life.